# Rockin' Sidney
Sidney Simien, ook bekend als Rockin' Sidney en Count Rockin' Sidney (Lebeau, 9 april 1938 - Lake Charles, 25 februari 1998), was een Amerikaanse r&b, zydeco-, soul- en bluesmuzikant.

## Biografie
Simien werd geboren in het kleine stadje Lebeau in Louisiana. Zijn familie had Frans-Creoolse wortels. Al op jonge leeftijd speelde hij gitaar en mondharmonica, als tiener speelde hij in de band van zijn oom. Al snel had hij zijn eigen band Sidney Simien en His All Stars. In 1956, op 18-jarige leeftijd, maakte hij zijn eerste opname Make Me Understand.
Aan het begin van zijn carrière speelde Simien r&b in de stijl van Slim Harpo en Cookie & The Cupcakes. Hij had een aantal singles uitgebracht bij verschillende platenlabels. In 1962 had hij een lokale hit met No Good Woman.
In 1965 verhuisde Simien naar Lake Charles en kreeg hij een contract bij Goldbrand Records. Hij droeg een tulband en noemde zichzelf Count Rockin' Sidney. Tot 1970 nam hij nogal wat r&b, soul en blues singles op, zonder de grote doorbraak te bereiken.
Tijdens de jaren 1970 verscheen Simien solo in hotels, waar hij zichzelf begeleidde op een orgel. Rond 1980 begon hij met een accordeon zydeco te spelen in de stijl van Clifton Chenier. In 1982 bracht hij zijn eerste zydeco-album Give Me a Good Time Woman uit, waarop hij alle instrumenten zelf speelde. My Toot Toot maakte hem internationaal bekend in 1984 en in 1986 ontving hij een Grammy Award voor het nummer, waarvan miljoenen exemplaren werden verkocht. Artikelen over Rockin' Sidney zijn verschenen in talloze tijdschriften en hij had optredens in populaire tv-shows. My Toot Toot werd door vele muzikanten gecoverd, met inbegrip van Fats Domino, Rosie Ledet, Jean Knight, Terrance Simien, Doug Kershaw, Denise LaSalle, Jimmy C. Newman en John Fogerty.
Van de opbrengst van My Toot Toot kocht Simien een radiostation en een club in Lake Charles en hij leidde zijn eigen platenlabel ZBC Records. Hij ging op tournee in de Verenigde Staten en in Europa en bracht albums uit.

## Overlijden
Rockin' Sidney overleed in 1998 op 59-jarige leeftijd aan de gevolgen van keelkanker.
- Biblioteca Nacional de España: XX1753266
- Bibliothèque nationale de France: cb140129288 (data)
- Gemeinsame Normdatei: 134522672
- International Standard Name Identifier: 0000 0000 5945 6476
- Library of Congress Control Number: n90677765
- MusicBrainz: 27dc140d-0d31-456a-ab43-0039f9aed358
- Virtual International Authority File: 70556221
- WorldCat: E39PBJm9bT6HCmMDkQDMFtMkjC